# Лебедєв Олександр Олексійович
Олександр Олексійович Лебедєв (26 листопада 1893, м. Поневеж, Ковенська губернія, Російська імперія (тепер м. Паневежис, Литва) — 15 березня 1969, Ленінград, СРСР) — радянський і російський науковець, фізик, доктор фізико-математичних наук (1935), член-кореспондент Академії наук СРСР (з 29.01.1939 по Відділенню математичних та природничих наук), академік Академії наук СРСР (з 27.09.1943 по Відділенню фізико-математичних наук (фізика)), фахівець в галузі прикладної та електронної оптики, оптики атмосфери і гідрооптики, лазерної техніки, теорії склоподібного стану, вивчення властивостей та будови скла, космічного випромінювання. Депутат Верховної Ради СРСР 3—4-го скликань (в 1953—1958 роках). Герой Соціалістичної Праці (21.06.1957).

## Біографія
Народився 14 (26) листопада 1893 року в родині директора і викладача фізики Поневезького реального училища Олексія Степановича Лебедєва. У 1911 році закінчив реальне училище в Санкт-Петербурзі.
З 1911 по 1916 рік навчався на фізико-математичному факультеті Санкт-Петербурзького університету. У 1916 році закінчив Петроградський університет по кафедрі фізики; дипломна робота — «Про застосовність закону Стокса для рідких кульок, що рухаються у в'язкому середовищі» (тема запропонована І. Боргманом, керівник А. Афанасьєв). Був залишений в університеті для підготовки до професорського звання.
З 1916 року Лебедєв за пропозицією професора Д. Рождественського займався дослідженням впливу термічної обробки на властивості скла — спочатку у Фізичному інституті Петроградського університету, а згодом — в лабораторії цеху варіння оптичного скла, створеного на Петроградському порцеляновому заводі. 
З 1919 року працював в Державному оптичному інституті (ДОІ) в Петрограді де багато років очолював організований ним сектор прикладної фізичної оптики.
У 1922—1926 роках — позаштатний викладач, старший асистент кафедри фізики Петроградського університету.
У 1925 році був включений до групи дослідників, які працювали під керівництвом Качалова ще з 1914 року, завдяки яким у 1926 році було отримане перше радянське оптичне скло.
У 1930 році поїхав на дев'ять місяців у наукове відрядження до Англії, працював у лабораторії професора У. Брегга в Королівському інституті (лабораторія Деві-Фарадея, Лондон); вивчав методику рентгенівського аналізу, а також досліджував дифракцію електронів від порошкоподібних речовин.
Влітку 1934 року керував експедицією ДОІ на Ельбрусі: проводив роботи з визначення прозорості хмар у різних частинах спектру; вимірювання інтенсивності сонячної радіації в крайній інфрачервоній частині спектру (400 мкм), інтенсивності зеленої лінії неба вночі та в сутінках, яскравості неба під час сутінків.
У квітні 1935 року затверджений у званні дійсного члена Оптичного інституту в Ленінграді.
У 1944—1952 роках — науковий керівник науково-дослідного інституту (НДІ—801) Народного комісаріату оборонної промисловості СРСР (потім Міністерства електропромисловості СРСР).
З 1947 року — професор, завідувач кафедри електрофізики фізичного факультету Ленінградського державного університету імені Жданова. Також був членом Вченої ради Ленінградського інституту точної механіки і оптики.
Помер 15 березня 1969 року в Ленінграді. Похований на Богословському цвинтарі Ленінграда (Санкт-Петербурга).

## Напрями наукової діяльності
- електронна оптика (електронні мікроскопи, електронографи, мікроаналізатори, електронно-оптичні перетворювачі та інші прилади та установки);
- дослідження властивостей напівпровідників та їхнє технічне застосування в оптико-електронних приладах;
- вивчення методів та створення апаратури світлової локації, аналога радіолокації (прилади мають широке застосування — від геодезії до військової техніки);
- дослідження швидкоплинних процесів, та створення установок та приладів, що дозволяють фіксувати їх фотоспособом через інтервали у стотисячні та мільйонні частки секунди;
- вивчення умов проходження оптичного випромінювання через атмосферу;
- дослідження короткохвильового оптичного випромінювання Сонця та рентгенівського випромінювання за межами земної атмосфери за допомогою космічної апаратури;
- створення, вивчення та застосування лазерних джерел випромінювання; тепловізійні прилади та методи візуального контролю температури поверхні об'єкта (прилади, що застосовуються в медичній практиці, дозволяють проводити діагностику, обумовлену зміною температури шкірного покриву).

## Нагороди
- Герой Соціалістичної Праці (21.06.1957)
- п'ять орденів Леніна (10.06.1945, 19.09.1953, 26.11.1953, 21.06.1957, 26.11.1963)
- три ордени Трудового Червоного Прапора (15.12.1943, 8.12.1951, 21.12.1957)
- орден «Знак Пошани» (8.06.1939)
- медаль «За доблесну працю у Великій Вітчизняній війні 1941—1945 рр.»
- медалі
- Ленінська премія (1959) — за розробку оптико-електронних приладів та систем
- Сталінська премія ІІ ст. (1947) — за створення вітчизняного зразка електронного мікроскопа
- Сталінська премія ІІ ст. (1949) — за розробку нової знімальної камери